# Flagship Studios
Flagship Studios fue un estudio desarrollador de videojuegos de computadora fundado por Bill Roper junto con Max Schaefer, Erich Schaefer y David Brevik, que anteriormente trabajaron como ejecutivos de alto nivel de Blizzard North. El personal principal de Flagship Studios había estado colaborando en equipo desde 1993 cuando fundaron Condor Studios (luego comprado y renombrado como Blizzard North) y, además de crear la franquicia de Diablo, muchos fueron ejecutivos de alto nivel claves en el desarrollo de Warcraft, StarCraft y World of Warcraft. Flagship Studios se formó después de la renuncia en masa de la gerencia de Blizzard North luego de una disputa con la empresa matriz de Blizzard Entertainment, Vivendi, sobre el posible destino de la compañía, el equipo de desarrollo y los títulos, que estaban en duda en ese momento. La plataforma objetivo principal de Flagship Studio para sus juegos fue la computadora.
Flagship Studios se asoció con Namco y HanbitSoft para cubrir el mercado internacional de marketing y distribución de juegos. La compañía se disolvió en agosto de 2008 debido a problemas financieros. Max Schaefer y Erich Schaefer siguieron trabajando juntos para ayudar a formar Runic Games.

## Títulos

### Hellgate: London
En marzo de 2005, después de meses de presentar un esquivo arte conceptual para un juego desconocido, el primer título de Flagship Studios llamado Hellgate: London fue anunciado a través de un artículo exclusivo en la revista de computadoras PC Gamer. Fue lanzado formalmente el 31 de octubre de 2007 como un videojuego de rol de acción (RPG) en la misma línea que los juegos de Diablo, pero con el toque de ser jugado en 3D, principalmente desde una perspectiva en primera persona. El juego tiene lugar en un Londres infestado de demonios posapocalíptico, luego de una gran batalla entre demonios y humanos. A diferencia de los juegos de disparos en primera persona habituales, el juego presenta contenido RPG en forma de misiones aleatorias, y donde la eficiencia de combate de un personaje está más determinada por las estadísticas que por los reflejos de los jugadores. Además, el juego presenta niveles aleatorios, poco comunes en juegos de perspectiva y escala similares. Las expectativas del juego eran altas, ya que los juegos anteriores en los que los desarrolladores han estado involucrados, especialmente los títulos de Blizzard Entertainment, se habían convertido en best sellers con pocas excepciones. Sin embargo, recibió críticas mixtas y quejas de muchos jugadores de que el juego fue lanzado en un estado inacabado, que luego fue admitido por el CEO Bill Roper. La compañía ya no posee los derechos de propiedad intelectual del juego.

### Mythos
Mythos fue un videojuego en desarrollo por una división de Flagship Studios comúnmente llamada "Flagship Seattle". Un juego de rol en línea, similar en estilo a Diablo, se usó para probar la tecnología de redes detrás del componente multijugador de Hellgate: London. Se esperaba que fuera gratis para jugar y descargar, aunque el modelo de financiación nunca fue inamovible. Después de los despidos en Flagship Studios debido a problemas financieros, los derechos de propiedad intelectual sobre Mythos ahora han sido reclamados por la compañía coreana Hanbitsoft, que se ofreció como garantía para préstamos a principios de año. El diseñador principal de Mythos, Travis Baldree, y el cofundador de Flagship Studios, Max Schaefer, formaron posteriormente la nueva compañía de juegos Runic Games junto con el personal restante de las 14 personas detrás del juego de Flagship Seattle. Runic Games desarrolló un nuevo juego de rol de acción similar a Diablo, Torchlight. Desde entonces han abandonado Runic para fundar Double Damage Studios.